# Tschechische U18-Eishockeynationalmannschaft
Die tschechische U18-Eishockeynationalmannschaft vertritt den Eishockeyverband Tschechiens im Eishockey in der U18-Junioren-Leistungsstufe bei internationalen Wettbewerben. Größter Erfolg war die Vize-Weltmeisterschaft 2014. Die tschechoslowakische U18-Nationalmannschaft als Vorläufer wurde 1979 bis 1992 vier Mal Europameister. 

## Platzierungen

### Europameisterschaft
|      | Platzierung    | Trainer                   |
| ---- | -------------- | ------------------------- |
| 1993 | Bronzemedaille | Vopat, Urban              |
| 1994 | Bronzemedaille | J. Straka, Stránský       |
| 1995 | 5. Platz       |                           |
| 1996 | 5. Platz       | Petr Míšek, Pavel Hynek   |
| 1997 | 5. Platz       | František Pospíšil, Žáček |
| 1998 | 4. Platz       | Vladimír Bednář, Červený  |

### Weltmeisterschaft
|      | Platzierung    | Trainer                                                        |
| ---- | -------------- | -------------------------------------------------------------- |
| 1999 | 5. Platz       | Petr Míšek, Radomír Kužílek                                    |
| 2000 | 6. Platz       | Stanislav Berger, Bretislav Bochensky, Petr Míšek              |
| 2001 | 4. Platz       | Jiří Kalous, Zdeněk Čech                                       |
| 2002 | Bronzemedaille | Bretislav Kopriva, Pavel Marek                                 |
| 2003 | 6. Platz       | Karel Najman, Jaroslav Beck, Petr Míšek                        |
| 2004 | Bronzemedaille | Jaromír Šindel, Zdeněk Čech                                    |
| 2005 | 4. Platz       | Bretislav Kopriva, Vladimír Bednář                             |
| 2006 | Bronzemedaille | Martin Pesout, Karel Najmann, Pavel Knezicky                   |
| 2007 | 9. Platz       | Martin Pesout, Jiří Sejba, Pavel Knezicky                      |
| 2008 | B-WM 1. Platz  | Marek Sýkora, Zdeněk Čech                                      |
| 2009 | 6. Platz       | Marek Sýkora, Zdeněk Moták                                     |
| 2010 | 6. Platz       | Jiří Kopecký, Jiří Juřík                                       |
| 2011 | 8. Platz       | Jiří Šolc, Martin Hosták                                       |
| 2012 | 8. Platz       | Jiří Veber, Klas Ostman, Jakub Petr                            |
| 2013 | 7. Platz       | Luděk Bukač junior, David Bruk, Radek Tóth                     |
| 2014 | Silbermedaille | Jakub Petr, Petr Svoboda                                       |
| 2015 | 6. Platz       | Jakub Petr, Petr Svoboda                                       |
| 2016 | 7. Platz       | Robert Reichel, Patrik Augusta                                 |
| 2017 | 7. Platz       | Václav Varaďa, Patrik Augusta                                  |
| 2018 | 4. Platz       | David Bruk, Tomáš Martinec, Martin Prusek                      |
| 2019 | 6. Platz       | Alois Hadamczik, Radek Bělohlav, Marek Židlický, David Kovářík |
| 2020 | abgesagt       |                                                                |
| 2021 | 7. Platz       | Jakub Petr; Tomáš Martinec, Radim Skuhrovec, Václav Fürbacher  |